# Lutz Ackermann
Lutz Ackermann (født 29. april 1945 in Brake) er en tysk journalist og radio- og tv-vært. Han er blandt andet kendt for tv-programmet Das große Wunschkonzert (Den store ønskekoncert), hvor han var vært fra 1998 til 2021.

## Biografi
Ackermann studerede germanistik, anglistik og kunsthistorie i Hamburg og Kiel. Fra 1969 til 2021 arbejdede hos NDR som reporter, redaktør og vært. I 1985 var han vært på den tyske tv-udgave af de verdensomspændende Live Aid-koncerter. I 1988-1989 præsenterede han showet Euro-Paare, der blev sendt lørdag aften af ARD.
Fra 1998 til 2021 var han vært på tv-udsendelsen Das große Wunschkonzert (Den store ønskekoncert) på NDR, hvor der med udgangspunkt i skiftende steder i Nordtyskland besøgtes seværdigheder, interviewedes kunstnere og vistes musikvideoer med dem. Udsendelsen blev ofte genudsendt af NDR's søsterkanaler MDR, HR, RBB og WDR.
Fra 1989 til 1993 var Ackermann musikchef på radiokanalen NDR 2 og fra 1989 til 2009 ledede han musik- og underholdningsafdelingen hos NDR 1 Niedersachsen. På NDR 2 var han vært på udsendelserne Der Club, NDR 2 am Vormittag, Plattenkist, Meckerecke og Espresso. Hans musikudsendelse Sweet, soft and lazy blev først sendt på NDR 2, derefter på NDR 1 Niedersachsen og slutteligt fra marts 2012 på lokalkanalen NDR 90,3 i Hamburg. Sammenlagt har han stået for 6.500 radioudsendelser.
Fra 1973 var Ackermann også aktiv som vært på scener og i talkshows. Derudover har han udgivet ni bøger medsamlinger af aforismer og citat under titlen Der Spruch des Tages, mens han sammen med Michael Thürnau har udgivet bogen Witze. Endelig er han også aktiv som billedkunstner og udstiller akrylmalerier og collager på udstillinger i Nordtyskland.

## Præmieringer
I 2000 modtog Ackermann medieprisen Rundfunk fra Arbeitsgemeinschaft deutscher Schlager und Volksmusik (ADS). I begrundelsen hed det: "Gennem hans musikvalg, der hovedsageligt bestemmes af tyske schlagere og tysksproget folkemusik, præsenterer NDR 1 det mest succesrige program i Norden."